# Jakt (Film)
Jakt (schwed. für „Jagd“, internationaler englischsprachiger Titel Hunters on a White Field) ist ein Filmdrama mit Mystery-Elementen von Sarah Gyllenstierna. Es handelt sich um ihr Regiedebüt bei einem Spielfilm und basiert auf dem Roman Jakt på ett vitt fält von Mats Wägeus aus dem Jahr 1986. Der Film mit Ardalan Esmaili, Magnus Krepper und Jens Hultén kam im April 2024 in die schwedischen Kinos und feierte im Juni 2024 beim Tribeca Film Festival seine internationale Premiere.

## Handlung
Alex begleitet seinen Vorgesetzten Gregor und dessen Freund Hendrik, die in ihrem Leben zusammen durch dick und dünn gegangen sind, auf ihren jährlichen Jagdausflug in einen abgelegenen Wald. Sie wollen Großwild jagen. Hendrik besitzt eine Hütte im Wald, die auf einem privaten Familiengrundstück steht. Alex ist zum ersten Mal dabei. Er hat gerade erst seinen Jagdschein erhalten. Einige Tage später sind aus unerklärlichem Grund alle Tiere verschwunden.

## Produktion
Der Film basiert auf dem Roman Jakt på ett vitt fält von Mats Wägeus, der 1986 erstmals veröffentlicht wurde. Der Titel des Romans kann mit Jäger auf weißem Feld oder Hunters on a White Field übersetzt werden.
Regie führte Sarah Gyllenstierna, die auch den Roman von Wägeus für den Film adaptierte. Sie gibt mit Jakt ihr Regiedebüt bei einem Spielfilm. Zuvor war sie Produzentin und auch als Autorin und Regisseurin ihrer eigenen Kurzfilme tätig.
Magnus Krepper, der in Hauptrollen in Filmen wie Königin von May el-Toukhy und Die Königin des Nordens von Charlotte Sieling und Nebenrollen in A Cure for Wellness von Gore Verbinski und King’s Land von Nikolaj Arcel zu sehen war, spielt Alex. Jens Hultén, der in dem Actionfilm Mission: Impossible – Rogue Nation von 2015 an der Seite von Tom Cruise zu sehen war, spielt seinen Kumpel Hendrik. Der in Teheran geborene und in Schweden aufgewachsene Schauspieler Ardalan Esmaili, bekannt aus Filmen wie Operation Schwarze Krabbe, A Beautiful Life und Motståndaren, spielt Gregor, einen Mitarbeiter von Alex.
Der norwegische Filmkomponist Ola Fløttum war zuvor für Our Son von Bill Oliver und den deutschen Spielfilm Verbrannte Erde von Thomas Arslan tätig. Für seine Musik zu dem von Joachim Trier inszenierten Mystery-Thriller Thelma wurde der ehemalige Rockmusiker 2018 beim Amanda-Prisen ausgezeichnet. Für Der schlimmste Mensch der Welt war er für den gleichen Filmpreis 2022 erneut nominiert.
Der Film kam am 19. April 2024 in die schwedischen Kinos. Der erste Trailer wurde kurz zuvor vorgestellt. Die internationale Premiere erfolgte am 8. Juni 2024 beim Tribeca Film Festival. Ende Juni 2024 wurde der Film beim Mediterrane Film Festival gezeigt und im Juli 2024 beim Neuchâtel International Fantastic Film Festival. Im September 2024 sind Vorstellungen beim Fantasy Filmfest geplant.

## Rezeption

### Kritiken
Alex Papaioannou schreibt in seiner Kritik für insessionfilm.com, Hunters on a White Field fange das männliche Ego auf eine Weise ein, die sich kraftvoll anfühlt, mit Männern, die ohne Kontrolle zu etwas Bedrohlicherem werden. Auch wenn der Psychothriller hin und wieder zur Übertreibung neige und man an einem Punkt erwarte, dass er in ausgewachsenen Body Horror umschlägt, wirke er ungemein realistisch.

### Auszeichnungen
Tribeca Film Festival 2024
- Nominierung im International Narrative Competition[4]